# 모리 유이토
모리 유이토(일본어: 森 唯斗, 1992년 1월 8일 ~ )는 일본의 야구 선수이자, 현 퍼시픽 리그 후쿠오카 소프트뱅크 호크스의 소속 선수(투수)이다.

## 상세 정보
2021년09월30일 주작경기 마무리투수 등판후 3실점